# 塔拉 (爱尔兰)
塔拉（英语：Tallaght/ˈtælə/；爱尔兰语：Tamhlacht[ˈt̪ˠəul̪ˠəxt̪ˠ]），是爱尔兰南都柏林郡的一个城镇，位于该郡南部。总人口71,504（2011年）。该城镇为南都柏林郡郡治，也是该郡最大的城镇。塔拉理工学院位于该城镇。